# Ray Willis
Ray Willis (Angleton, 13 agosto 1982) è un ex giocatore di football americano statunitense che ha militato nel ruolo di offensive tackle nella National Football League (NFL).

## Carriera
Al college Willis giocò a football a Florida, dove con Alex Barron formò una delle migliori coppie di offensive tackle del college football. Fu scelto nel corso del quarto giro (105º assoluto) del Draft NFL 2005 dai Seattle Seahawks. Con essi si impose come un buon bloccatore sulle corse, raggiungendo il Super Bowl XL nella sua stagione da rookie, perso contro i Pittsburgh Steelers. Rifirmò con la squadra il 6 marzo 2008 e poi di nuovo l'8 marzo 2009. Rimase a Seattle fino alla stagione 2010, dopo di che fece parte dei roster di Miami Dolphins, New Orleans Saints, New York Jets e Kansas City Chiefs ma non scese più in campo in gare ufficiali.

## Palmarès
- National Football Conference Championship: 1

Seattle Seahawks: 2005